# Isatis multicaulis
Isatis multicaulis är en korsblommig växtart som först beskrevs av Grigorij Silych Karelin och Ivan Petrovich Kirilov, och fick sitt nu gällande namn av Saiyad Masudal Saiyid Masudul Hasan Jafri. Isatis multicaulis ingår i släktet vejdar, och familjen korsblommiga växter. Inga underarter finns listade i Catalogue of Life.